# Entorrhiza citriformis
Entorrhiza citriformis är en svampart som beskrevs av Vánky & McKenzie 2004. Entorrhiza citriformis ingår i släktet Entorrhiza och familjen Entorrhizaceae.   Inga underarter finns listade i Catalogue of Life.